# Lorentz Creutz der Ältere

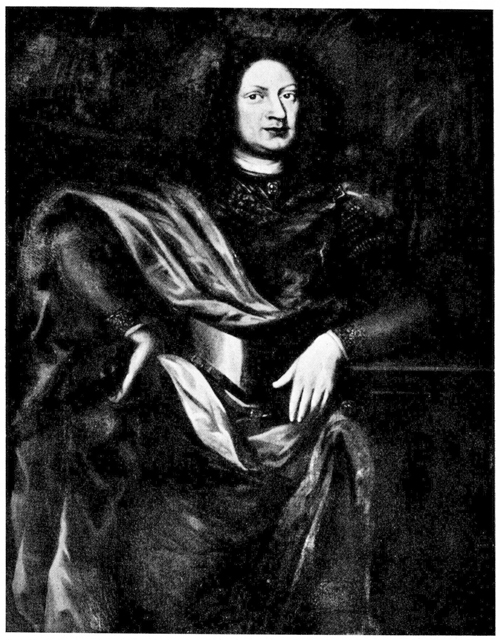
Lorentz Creutz

Lorentz Creutz (genannt Lorentz Creutz der Ältere), (* 1615 in Dorpat im heutigen Estland; † 1. Juni 1676 während der Seeschlacht bei Öland) war ein schwedischer Freiherr und Generaladmiral während des Schonischen Krieges.

## Leben
Lorentz Creutz entstammte dem in Finnland ansässigen Uradelsgeschlecht Creutz und war der Sohn von Ernst Creutz, dem Gouverneur von Norrland, Österbotten und Västerbotten.
Im Jahre 1639 heiratete Lorentz Creutz die Baroness Elsa Duwall (1620–1675), Tochter von General James MacDougall. Seine Karriere begann Creutz im Bergskollegium.
Im Jahre 1649 wurde er zum Gouverneur von Turku und Pori ernannt. Zusammen mit seinem Bruder wurde er im Jahre 1654 in den Freiherrenstand erhoben. Von 1655 bis 1662 war Creutz Gouverneur der Provinz Kopparbergs län. 1660 wurde er schwedischer Reichsrat. Neben seiner Funktion als Gouverneur begleitete Creutz mehrere zivile Führungspositionen ein. 1673 wurde er Reichskammerrat.
In seiner Funktion als Vorsitzender der Trolldomskommission (einer Kommission zur Verfolgung und Verurteilung von angeblichen Hexen und Zauberern) verurteilte er im August des Jahres 1669 in Mora 15 Männer zum Tode wegen Hexerei.
Er wurde in der Familiengruft der Familie Creutz in Sarvlaks (Finnland) beigesetzt.

### Kinder
- Lorentz Creutz der Jüngere
- Johan Creutz
- Carl Gustaf Creutz

## Militärische Karriere
Obwohl Creutz keinerlei militärische Erfahrung hatte, wurde er im Jahre 1675 zum Generaladmiral und im Frühjahr 1676 zum Kommandanten der schwedischen Marine ernannt. Sein Flaggschiff wurde die Kronan, das damals größte Kriegsschiff der schwedischen Flotte.
In der Seeschlacht bei Öland wurde der Admiral getötet. Das Flaggschiff explodierte während der Schlacht ohne Einwirken der dänischen Flotte. Mit dem Admiral starben 839 Seeleute, nur 40 überlebten das Unglück. Nach Beendigung der Schlacht wurde der Körper des Admirals an Bord eines schwedischen Kriegsschiffes genommen. Er wurde anhand von Dokumenten in seiner Uniformtasche identifiziert.